# Pholcus elymaeus
Pholcus elymaeus là một loài nhện trong họ Pholcidae. Loài này được phát hiện ở Iran.